# Lambdina textrinaria
Lambdina textrinaria là một loài bướm đêm trong họ Geometridae.